# 上妻美章
上妻 美章（こうづま よしあき、1923年 - 1989年）は、昭和時代の労働運動家。

## 経歴
福岡県生まれ。1950年九州大学法学部政治学科卒業。在学中は野中卓、水原輝雄とともに九州大学共産党細胞の中心メンバーであった。1953年左派社会党の稲村順三衆議院議員の秘書となる。1957年総評書記局に入局し調査部に配属。太田薫総評議長のブレーンとして「日本的組合主義」の草案を執筆。1963年総評教宣局情宣部長に就任し『月刊総評』の編集などに従事。1968年岩井章総評事務局長と対立して総評を退職。宝樹文彦全逓委員長の招請で全逓に入職し、全逓中央労働学校の常任講師、制度・政策委員として活動した。

## 著書
- 『日本共産党論』（労働大学［労大新書］、1964年）
- 『労働運動ノート』（労働大学［労大新書］、1965年）
- 『春闘――その歴史と課題』（労働旬報社、1965年）
- 『今日の労働運動』（社会新報、1967年）
- 『春闘――総評史の断面』（労働教育センター［労働運動実践叢書］、1976年）
- 『世界労働者運動史』（社会新報、1978年）
- 『労働運動の日々を生きて――上妻美章遺稿集』（刊行委員会編、上妻美章遺稿集刊行委員会、1991年）